# Le Genest-Saint-Isle
Le Genest-Saint-Isle es una población y comuna francesa en la región de Países del Loira, departamento de Mayenne, en el distrito de Laval y cantón de Loiron.

## Demografía
| 960 | 868 | 1231 | 1664 | 1877 | 1907 |
| Para los censos de 1962 a 1999 la población legal corresponde a la población sin duplicidades (Fuente: INSEE [Consultar]) |     |      |      |      |      |